# Тан Еньбо
Тан Еньбо (кит. трад. 湯恩伯, упр. 汤恩伯, пиньїнь: Tāng Énbó, палл.: Тан Ень-бо) — генерал Гоміньдану в Китаї. Поряд з Ху Цзуннанем і Сюе Юе, Тан був одним з генералів, які брали участь у Другій японсько-китайській війни.

## Біографія

### Ранні роки та війна з Японією
Народився Тан Еньбо в 1898 році в Уї (провінція  Чжецзян). Він був випускником військової академії імператорської армії Японії, і тому був добре знайомий з тактикою свого японського супротивника під час Другої японсько-китайської війни. Його опір японським військам був неефективним, але це було не через нього особисто, а через політичну ситуацію в Китаї: Чан Кайши відправляв війська на битви з японськими загарбниками, так як боровся з комуністами. Будь-яка обмеженість у військах або бойовій техніці, давали будь-якому командиру великі труднощі в боротьбі з переважаючим противником, і Тан Еньбо не став винятком. Крім того, в цей важкий час стратегічні плани виглядали успішно на папері, рідко матеріалізувалися настільки ж вдало на поле бою, перш за все, з огляду на те, що місцеві воєначальники були зацікавлені в збереженні своїх сил. Тан зробив великий внесок в перемогу в битві за Тайерчжуан, він не був в силах зупинити японський напад в 1944 році (Операція «Іті-Го»), втративши 37 населених пунктів протягом 36 днів.

### Громадянська війна
Після Другої світової війни, Тан Еньбо брав участь в боротьбі проти комунізму. Він був нерішучий через перші поразки в Китайській громадянській війні, але незабаром кілька перемог переконали його рішуче слідувати за Чан Кайши і залишитися з Гоміньданом. Тан Еньбо передав Чану Кайши інформацію про те, що його вчитель Чень І попросив його звернутися до комуністів. Чень був потім заарештований і згодом був страчений в Мачандіне (Тайбей) 18 червня 1950 року і був похований в Угу (Тайбей).
Наслідками цих подій стало те, що Тан Еньбо втратив довіру Чан Кайші. Тан готувався бігти в Японію, попросивши його наближених Вана Веньчена (王文成) і Лун Цзюляна (龙 佐 良), щоб ті знайшли будинок в Японії.

### Смерть
У липні 1949 року Ван Веньчен і Лун Цзюлян придбали особняк в передмісті Токіо. 2 лютого 1950 року Рейтер в японських новинах стверджував, що Чан Кайши придбав особняк в передмісті Токіо для високопоставленого китайського чиновника. Ходили чутки, що Тан політичний ворог Гоміньдану. Чан Кайши з цього приводу заявив: «Не дивно, що наша поразка була такою стрімкою, в Шанхаї і на південно-східному узбережжі, - він (Тан Еньбо) вже був готовий бігти!».
Пізніше Тан Еньбо захворів і був відправлений на лікування. Однак, він загинув в результаті операції в Токіо. Повідомлялося, що в ході цієї операції Тан відчував нестерпні болі і кричав, не дивлячись на анестезію. Гоміньдан і КНР заявили, що Тан був убитий японськими лікарями через загибель їхніх родичів в японсько-китайській війні. 

## Військова кар’єра
- 1932 рік — Генерал, командування 89-ю дивізією на Хенані [1]
- 1937 рік — Головнокомандувач Тайюаньською Штаб-квартирою [1]
- 1937—1938 роки — Генерал, командування XIII корпусу [1]
- 1937—1938 роки — Генерал, Генерал, командування 20-ю армією [1]
- 1938—1940 роки — Головнокомандувач 31-ю групою армії [1]
- 1944 рік — Заступник Головнокомандувача 1-го фронту [1]
- 1944 рік — Заступник Головнокомандувача 4-го фронту [1]
- 1944—1945 роки — Головнокомандувач 3-го фронту [1]
- 1949 рік — Головнокомандувач оборони Шанхая [1]